# Frank Sinatra – Der Weg an die Spitze
Frank Sinatra – Der Weg an die Spitze (Originaltitel: Sinatra) ist eine US-amerikanische biografische Miniserie über den Sänger und Schauspieler Frank Sinatra, die von Franks jüngster Tochter Tina Sinatra entwickelt und von Frank selbst freigegeben wurde. Regie führte James Steven Sadwith und in den Hauptrollen sind Philip Casnoff, Gina Gershon und Joe Santos zu sehen. Premiere hatte die Serie in den USA am 8. November 1992 bei CBS und in Deutschland am 30. Mai 1993 bei Sat.1.

## Handlung
Frank Sinatra kommt aus Hoboken, New Jersey, als Sohn der Lokalpolitikerin Natalie „Dolly“ Sinatra und des Feuerwehrmanns Anthony „Marty“ Sinatra. Sinatra beginnt seine Karriere als Sänger in den Big Bands von Harry James und Tommy Dorsey und kämpft darum, seine Ehe mit seiner Jugendliebe Nancy Barbato zu retten. Schon bald katapultiert ihn sein Talent in der Musik und im Film zu Ruhm, doch seine persönlichen Fehler bringen seine Karriere und seine Ehe in Gefahr. Er erträgt turbulente Ehen und Scheidungen mit den Starlets Ava Gardner und Mia Farrow, während er gleichzeitig seine Film- und Gesangskarriere unter einen Hut bringt und wichtige Freundschaften mit einem ehrgeizigen jungen Senator namens John F. Kennedy und dem mächtigen Chicagoer Mafiaboss Sam Giancana schließt.

## Produktion
Die Dreharbeiten fanden vor Ort in Hoboken im US-Bundesstaat New Jersey und an der Los Angeles Union Station in Kalifornien statt. 

## Rezeption
Die Serie wurde überwiegend positiv aufgenommen, allerdings wurde ihr vorgeworfen, die kontroversen Aspekte von Frank Sinatras Leben zu beschönigen.